# Heracleum pinnatum
Heracleum pinnatum är en flockblommig växtart som beskrevs av Charles Baron Clarke. Heracleum pinnatum ingår i släktet lokor, och familjen flockblommiga växter. Inga underarter finns listade i Catalogue of Life.